# Macià Manera i Roscar
Macià Manera i Roscar «Titi» (Montuïri, 23 de desembre de 1962 - Montuïri, 28 de gener de 2017) fou un activista polític mallorquí.

## Biografia
| « | A l'escola ens parlaven en castellà i jo em temia que aquella llengua no era la llengua del carrer. Va ser un sentiment difús, infantil. Més endavant, i ja en l'adolescència, vaig entendre que formava part d’un poble colonitzat. | » |

L'any 1978 començà a col·laborar amb el Grup Jovent, de l'Obra Cultural Balear i, posteriorment, amb el Partit Socialista de Mallorca (PSM). Formà part de la llista electoral d'aquest partit, com a suplent, a les eleccions municipals de 1987 al seu poble natal. L'any 1985 s'integrà al Moviment de Defensa de la Terra (MDT) i fou un dels organitzadors de la primera manifestació per commemorar l'arribada del rei En Jaume a Mallorca, que se celebrà el 31 de desembre de 1987 a Ciutat sota el lema «Mallorca no és Espanya».
Fou membre de Catalunya Lliure, organització amb la qual anà de suplent en les llistes de les eleccions al Parlament Europeu de 1989. En l'àmbit internacional, fou cooperant i l'any 1989 feu una estada d'un mes en una comunitat de Palacagüina, a Nicaragua, on dirigí la construcció d'un pou i un safareig que avui duen el nom de Macià Manera.
El 21 de juliol de 1989 fou detingut a Montuïri acusat de pertànyer a l'organització armada Terra Lliure. Traslladat a la comissaria de la Via Laietana de Barcelona i posteriorment a Madrid, patí tota mena de tortures sota l'empara antiterrorista. Al judici, fet a l'Audiència Nacional el gener de 1991 i defensat per l'advocat August Gil Matamala, cap dels policies que intervingueren com a testimonis no se'n recordà de res. Malgrat que se l'acusà de fets que es produïren quan ell era a Nicaragua, fou condemnat a sis anys de presó per pertinença a Terra Lliure, dels quals en complí tres als centres penitenciaris d'Alcalá Meco (Madrid) i de Ponent (Lleida), i en sortí l'any 1992 amb el tercer grau de llibertat que li corresponia a la condemna.
La seva detenció i el seu consegüent procés judicial tingueren un gran ressò mediàtic a Mallorca. El Comitè de Solidaritat amb Macià Manera, impulsat per Bartomeu Mestre «Balutxo», fou encapçalat per Josep Maria Llompart, Antoni Serra i Jaume Santandreu, i hi participaren personalitats destacades de Mallorca, com Biel Majoral, Joan Mir, Antoni Artigues o Jaume Sastre.
Morí el 28 de gener de 2017, a la seva localitat natal, a l'edat de 54 anys. Deixà escrit el seu testament vital el 1989. Ho feu en forma de poema en una carta enviada des de la presó d'Alcalà Meco:
| « | Aplegarà el dia que cap home / No morirà a mans d’un altre home / Tota la humanitat serà lliure / Un estel roig solcarà el cel / I les Terres de tots els països / I les nostres banderes / Volaran sobiranes fins a l'infinit. | » |